# Tanocryx pseudobamra
Tanocryx pseudobamra är en fjärilsart som beskrevs av Rothschild 1924. Tanocryx pseudobamra ingår i släktet Tanocryx och familjen nattflyn. Inga underarter finns listade i Catalogue of Life.